# Deathspell Omega
Deathspell Omega est un groupe de black metal français, originaire de Poitiers.

## Biographie
Deathspell Omega est formé en 1998 à Poitiers, dans la Vienne. Un an plus tard, en juillet 1999, le groupe publie son premier EP démo intitulé Disciples of the Ultimate Void au label Drakkar Productions, limité à 66 exemplaires.
Une année passe avant la publication de leur premier album studio, Infernal Battles, en 2000. En 2001 ils effectuent un split avec Clandestine Blaze, et un autre split avec Moonblood intitulé Sob a Lua do Bode / Demoniac Vengeance. En 2002, ils effectuent un split avec Mütiilation.
En février 2004, le groupe publie son album studio Si Monumentum Requires, Circumspice, qui est bien accueilli par l’ensemble de la presse spécialisée,. Notamment pour le webzine Thrashocore, « le groupe entretient une vision très personnelle du satanisme, entre la louange et l’exaltation, tout en étant aux antipodes de tous les stéréotypes du genre. »
En 2005, Deathspell Omega publie l’EP Kénôse. Le titre définit « la théologie du dépouillement et de l’abaissement de Dieu, qui, par amour, extrait de sa personne spirituelle des notions comme la toute-puissance, l’omniscience, la gloire, etc... » L’EP est très bien accueilli par l’ensemble de la presse spécialisée,. En 2007, le groupe publie Fas -- Ite, Maledicti, In Ignem Aeternum, encore une fois bien accueilli par la presse spécialisée, et nommé meilleur album de l’année par le magazine britannique Terrorizer,.
Le cinquième album studio du groupe, Paracletus, est publié le 8 novembre 2010. En juin 2012, le groupe publie l’EP Drought.
Le 12 septembre 2016, le magazine anglais Metal Hammer cite le groupe dans son top 10 des meilleurs groupes de metal français.
En 2018, Tobias Forge affirme dans une interview que Carpenter Brut serait le producteur du groupe.

## Style musical
D'un point de vue thématique, leur musique est centrée sur le satanisme d’un point de vue métaphysique. Les trois albums Si Monumentum Requires, Circumspice, Fas - Ite, Maledicti, in Ignem Aeternum et Paracletus forment un triptyque dont le thème est l’aspect théologique de Dieu, Satan et de la relation qu’a l’Homme avec ces deux entités. Les paroles sont partiellement influencées par les écrits de l’écrivain post-surréaliste Georges Bataille, Friedrich Nietzsche et Georg Wilhelm Friedrich Hegel.
À ses débuts, Deathspell Omega joue un type de black metal plus traditionnel tel que celui pratiqué par Darkthrone sur leurs premiers albums. Toutefois, Si Monumentum Requires, Circumspice, sorti en 2004, marque un tournant dans leur musique en développant une esthétique plus avant-gardiste en intégrant des influences plus diverses tels que des chants grégoriens. Ils acquièrent ainsi une certaine notoriété dans la scène underground, surtout grâce à cet album, qui reçut de très bonnes critiques à travers la presse spécialisée (par exemple, Si Monumentum Requires, Circumspice et Kénôse se trouvent tous les deux dans les listes des meilleurs albums de l’année du magazine britannique Terrorizer. Le nom de l’album qui leur valut une plus grande reconnaissance, c’est-à-dire Si Monumentum Requires, Circumspice, est une déformation d’une citation latine. La phrase originale était Si Monumentum Requiris, Circumspice, c’est-à-dire « si vous cherchez un monument, regardez autour de vous. » Cette phrase se trouve inscrite dans la cathédrale Saint-Paul de Londres en hommage a Sir Christopher Wren.

## Controverse et idéologie
Interrogé en interview en 2000 sur son idéologie, le groupe qui vient de se former tient un discours antisémite, nihiliste, provocateur et revendique une pensée fasciste,  tout en se disant néanmoins loin du National Socialist black metal. Plus tard, en 2019, ils expliquent que si certains membres invités du groupe ont de fortes convictions politiques, elles sont à l'exact opposé des membres principaux: s'y côtoient donc des sympathies qui vont de l'extrême droite à l'extrême gauche. Cette clarification est due à la collaboration supposée du groupe avec Mikko Aspa de Clandestine Blaze (en), une figure importante de la scène NSBM finlandaise.
L'album The Furnaces of Palingenesia, sorti en 2019, semble être une moquerie radicale de la pensée totalitaire . Par ailleurs, les textes du groupe font référence depuis plus de vingt ans à de nombreux écrivains juifs, d'Hannah Arendt à Imre Kertész , ce qui semble infirmer toute sympathie pour l'antisémitisme traditionnel de l'extrême droite. 

## Membres

### Membres actuels
Aucune information officielle n'a jamais été communiquée concernant les membres du groupe.

### Anciens membres
- Yohann – batterie[2]
- Shaxul – chant, occasionnellement batterie (1998-2002)[2]

## Discographie

### Albums studio
- 2000 : Infernal Battles (Northern Heritage Records)
- 2002 : Inquisitors of Satan (Northern Heritage Records)
- 2004 : Si Monumentum Requires, Circumspice (Norma Evangelium Diaboli)
- 2007 : Fas - Ite, Maledicti, in Ignem Aeternum (Norma Evangelium Diaboli)
- 2010 : Paracletus (Norma Evangelium Diaboli)
- 2016 : The Synarchy of Molten Bones (Norma Evangelium Diaboli)
- 2019 : The Furnaces of Palingenesia (Norma Evangelium Diaboli)
- 2022 : The Long Defeat  (Norma Evangelium Diaboli)

### EPs
- 1999 : Disciples of the Ultimate Void (Drakkar Productions)
- 2005 : Kénôse (Norma Evangelium Diaboli)
- 2008 : Veritas Diaboli Manet in Aeternum: Chaining the Katechon (Norma Evangelium Diaboli)
- 2008 : Mass Grave Aesthetics (Norma Evangelium Diaboli) (auparavant paru sur le split From the Entrails to the Dirt, au label End All Life Productions en 2005)
- 2011 : Diabolus Absconditus (Norma Evangelium Diaboli)(auparavant paru sur le split Crushing the Holy Trinity, au label Northern Heritage en 2005)
- 2012 : Drought (Norma Evangelium Diaboli)

### Splits
- 2000 : Sob a Lua do Bode / Demoniac Vengeance (split avec Moonblood) (End All Life Productions)
- 2001 : Clandestine Blaze / Deathspell Omega – Split (Northern Heritage Records)
- 2002 : Mütiilation / Deathspell Omega (End All Life Productions)
- 2005 : From the Entrails to the Dirt (Part III) (split avec Malicious Secrets) (End All Life Productions)
- 2005 : Crushing the Holy Trinity|Crushing the Holy Trinity (Part I: Father) (V/A LP avec Stabat Mater, Clandestine Blaze, Musta Surma, Mgła, et Exordium)
- 2008 : Veritas Diaboli Manet in Aeternum (split avec S.V.E.S.T.) (Northern Heritage Records)